# 搖獎機

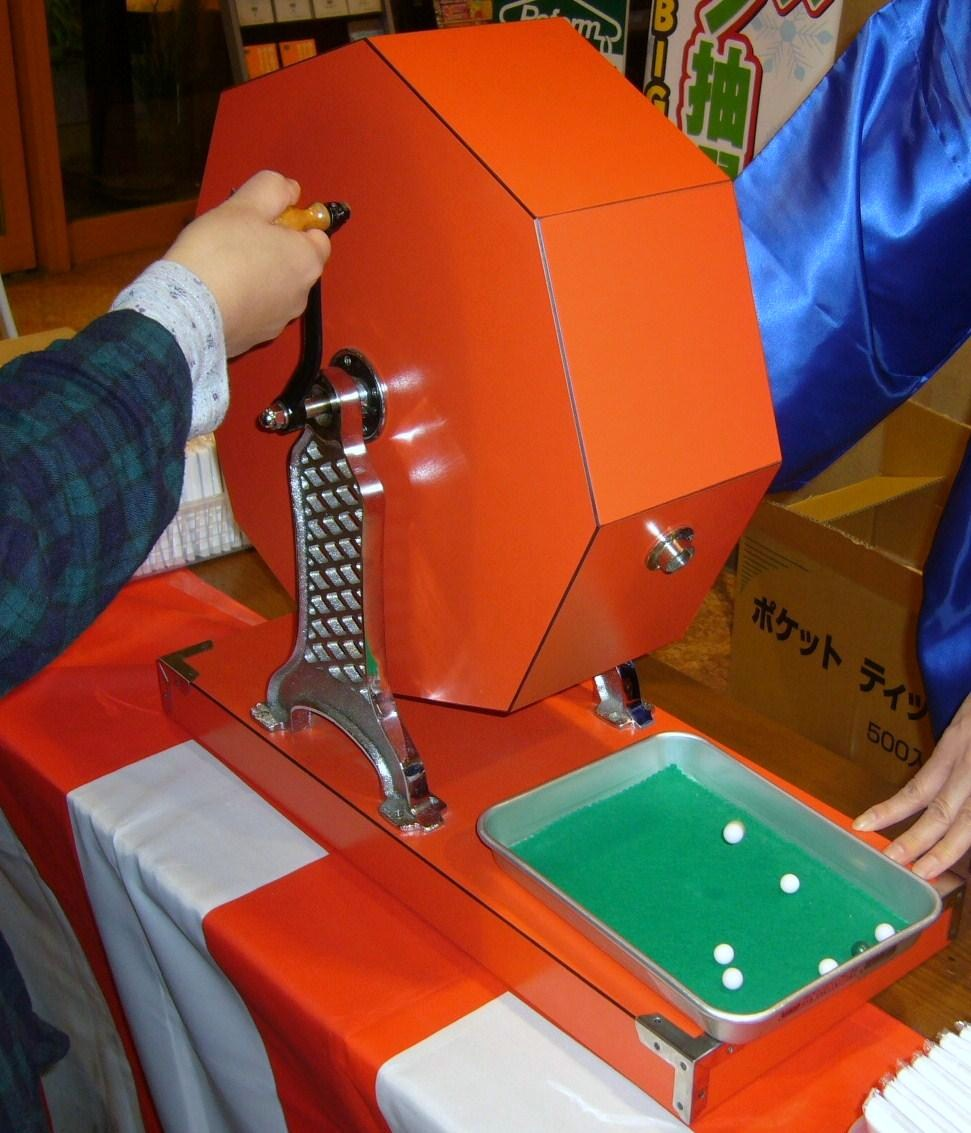
日式搖獎機

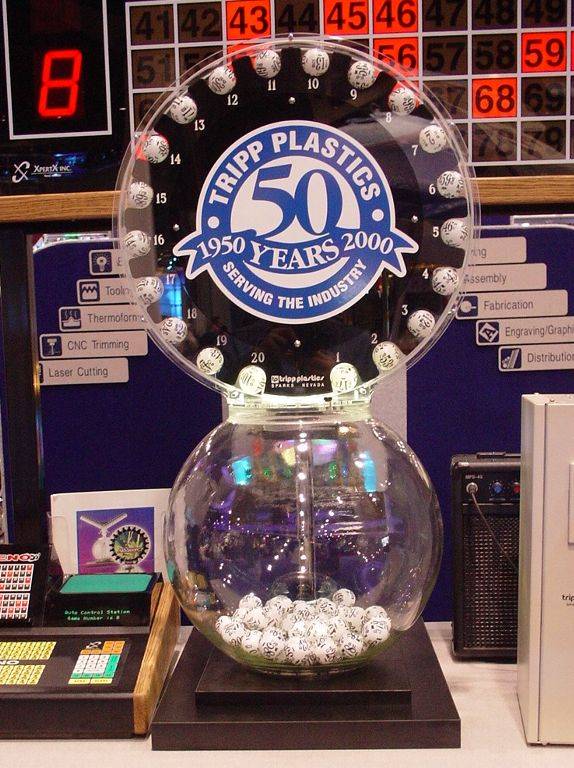
今日常見的彩球式搖獎機

搖獎機，又名攪珠機，是指於彩票或抽獎活動中決定結果的機器。按數學機率原理，可以平均機會抽出當中數字球，做為中獎結果。
原理如從前的中國字花賭博。

## 用途
搖獎機是用來搖各種獎的機器。適用於法院、政府機構、企事業等需要展示公平公正的單位或者有抽獎或者與選號環節有關的所有活動。國家彩票事業均採用搖獎機開獎，省級以上法院、相關公示部門，均會採用搖獎機作為公平公正標志。

## 由來
最早的搖獎機由法國科學家研發出來。分為一代的攪拌式搖獎機和二代的吹氣式搖獎機。